# CX Весов
CX Весов (лат. CX Librae) — одиночная переменная звезда в созвездии Весов на расстоянии (вычисленном из значения параллакса) приблизительно 21056 световых лет (около 6456 парсеков) от Солнца. Видимая звёздная величина звезды — от +15,2m до +13,7m.

## Характеристики
CX Весов — пульсирующая переменная звезда типа RR Лиры (RR).